# 繁荣乡 (明水县)
繁荣乡，是中华人民共和国黑龙江省绥化市明水县下辖的一个乡镇级行政单位。

## 行政区划
繁荣乡下辖以下地区：
繁荣村、幸福村、民富村、光芒村、星火村、自兴村和联合村。